# Plazisjte
Plazisjte (bulgariska: Плазище) är ett distrikt i Bulgarien.   Det ligger i kommunen Obsjtina Dzjebel och regionen Kărdzjali, i den södra delen av landet, 210 km sydost om huvudstaden Sofia.